# ایزو هاشیموتو
ایزو هاشیموتو (انگلیسی: Izo Hashimoto؛ زادهٔ ۲۱ فوریهٔ ۱۹۵۴) کارگردان فیلم، و فیلم‌نامه‌نویس اهل ژاپن است.